# 辰州 (辽朝)
辰州，辽朝时设置州。
高句麗的蓋牟城（今遼寧省撫順市），唐朝末年被渤海國所得，設立蓋州，後來改為辰州。天显四年（929年）遼國遷移渤海的辰州到今遼寧省蓋州市，治所在建安縣，設立長平軍節度使。太平九年（1029年），改為奉國軍節度使。天慶九年（1119年），女真奪得辰州。金朝天會七年（1129年），改為刺史州，屬於曷蘇館路。明昌四年（1193年），改為遼海軍節度使，明昌六年（1195年），改名為蓋州。